# Station Pardubice-Rosice nad Labem
Het Station Pardubice-Rosice nad Labem (vaak afgekort tot Pardubice-Rosice n.L.) is een spoorwegstation in de Tsjechische stad Pardubice. Het station ligt in de wijk Rosice, twee kilometer ten noorden van het hoofdstation en twee kilometer ten zuiden van station Pardubice-Semtín.

## Treinverkeer
De volgende spoorverbindingen gaan vanaf/naar het Station Pardubice-Rosice nad Labem:
- lijn 031/lijn 238*: Pardubice - Pardubice hoofdstation (verder naar Praag, Brno en Olomouc)
- lijn 031: Pardubice - Hradec Králové - Jaroměř (verder naar Liberec)
- lijn 238: Pardubice - Chrudim - Havlíčkův Brod (verder naar Jihlava)

* lijn 031 en 238 volgen het traject tussen het hoofdstation en Rosice nad Labem dezelfde route, daarna gaat 031 verder naar het noorden en 238 naar het zuiden.

Pardubice hlavní nádraží ↔ Pardubice-Rosice nad Labem ↔ Pardubice-Semtín ↔ Stéblová ↔ Čeperka ↔ Opatovice nad Labem ↔ Hradec Králové hlavní nádraží ↔ Předměřice nad Labem ↔ Lochenice ↔ Smiřice ↔ Černožice - Semonice ↔ Jaroměř